# Hôtel du Righi vaudois
 (mars 2025).
L'Hôtel du Righi vaudois est un hôtel de la Riviera vaudoise, situé à Glion (ville de Montreux), dans le canton de Vaud en Suisse. C'est le plus ancien hôtel de Glion.

## Nom
Le nom de l’Hôtel Righi vaudois fait référence à l’hôtel Rigi-Scheidegg, du canton de Lucerne, au-dessus du lac des Quatre-Cantons construit en 1816,.

## Histoire
Le premier Hôtel Righi vaudois a été construit en 1854, sous la forme d’un chalet en bois par Jacques-Marie-Jean Mirabaud, un banquier genevois (avec l’architecte Philippe Franel),. En 1866, un bâtiment plus grand a été construit à côté,.
En 1883, le funiculaire Territet-Glion est construit et sa gare est proche de l'hôtel. En 1895, l'hôtel est agrandi et surélevé d'un étage, par l’architecte Louis Maillard (et le chalet est détruit). Parmi les hôtes célèbres, on compte l’impératrice Sissi et le prince d'Anhalt-Dessau.

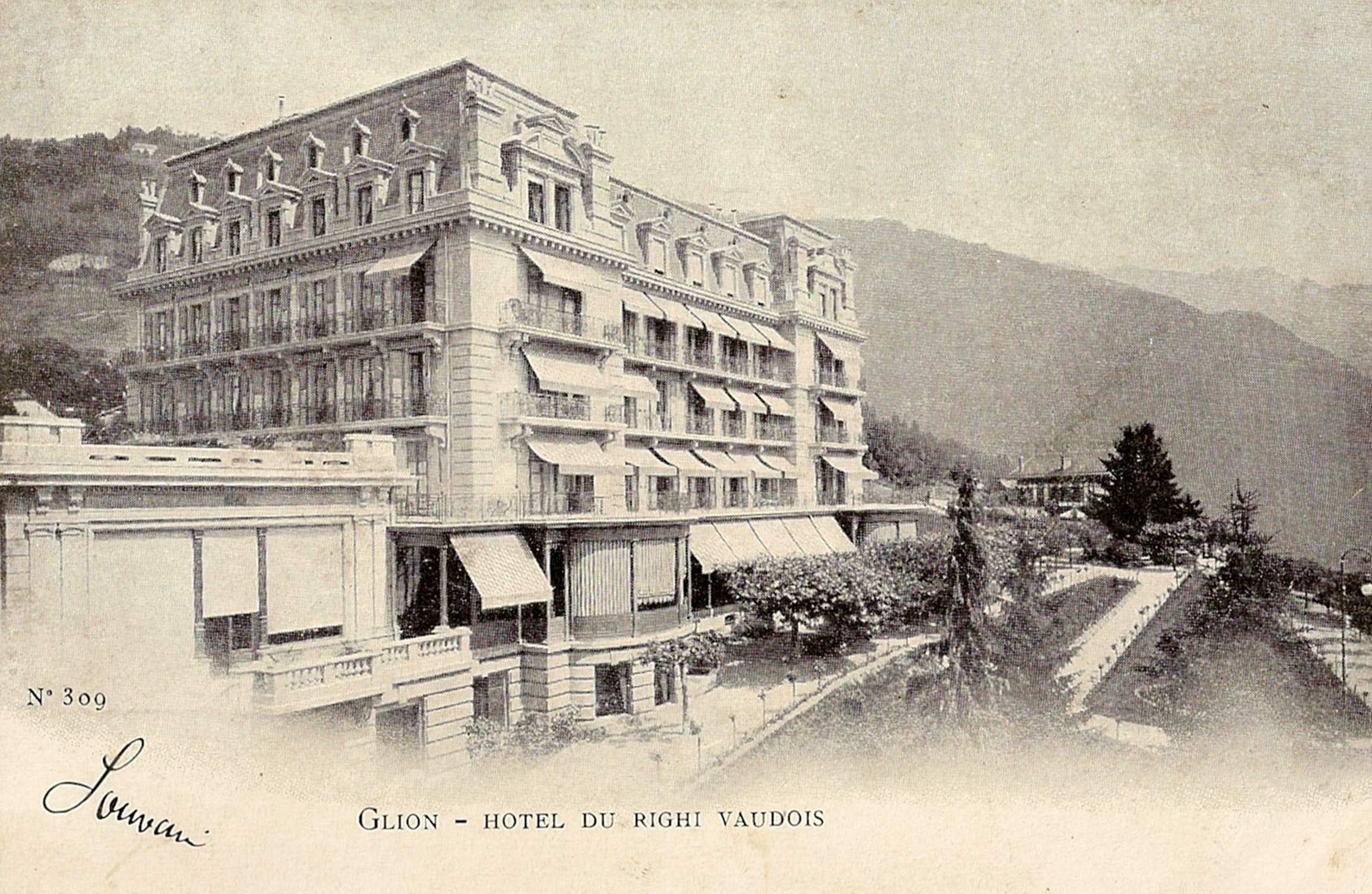
Carte postale de 1920.

L'hôtel quatre-étoiles est fermé depuis 1998,. Il a été racheté par la société vaudoise Saba Partners en 2020, qui procède à une rénovation complète et l'ajout d'un spa. L'hôtel prévoit de rouvrir en 2027.

## Dans la culture
Une partie de la série Winter Palace y est tournée. 